# Dino Rondani
Dino Rondani (Sogliano al Rubicone, 20 gennaio 1868 – Nizza, 24 giugno 1951) è stato un avvocato, politico e giornalista italiano.

## Biografia
Socialista, fu eletto alla Camera nel 1897, ma la sua elezione fu annullata perché non aveva ancora compiuto 30 anni.
Nel 1898 fu coinvolto nei processi per i moti di Milano e si rifugiò in Svizzera; venne condannato in contumacia a 16 anni di reclusione. Tornò in Italia dopo l'amnistia e nel 1900 fu eletto deputato.
Fu rieletto anche nelle successive cinque legislature.